# Jacques Marquet de Montbreton de Norvins
Jacques Marquet de Montbreton de Norvins (Parigi, 18 giugno 1769 – Parigi, 30 luglio 1854) è stato uno scrittore e politico francese.

## Biografia
Era figlio di Jean-Daniel Marquet de Montbreton, ricevitore generale delle finanze prima a Grenoble e poi a Rouen, e della seconda moglie Étienne-Esther Soubeyran. Dopo gli studi di diritto, iniziò la pratica giudiziaria presso la Grand Châtelet all'età di venti anni. La sua carriera nella magistratura si interruppe all'avvento della rivoluzione francese, costringendolo ad emigrare con i suoi genitori.
Dopo il colpo di stato del 18 fruttidoro tornò in Francia ma venne arrestato e sottoposto al giudizio del Consiglio di guerra. Ottenuta la grazia, soprattutto grazie all'intercessione di Madame de Staël, venne rilasciato dopo il 18 brumaio, divenendo in seguito bonapartista.
Ebbe principalmente incarichi amministrativi e diplomatici, diventando prima segretario del prefetto della Senna e successivamente segretario al servizio del generale Leclerc, che accompagnò a Saint-Domingue.
Divenne segretario generale del Ministero della Guerra del Regno di Westfalia, quindi ciambellano della regina Caterina di Württemberg e, infine, diplomatico presso il Granducato di Baden. Fu Cavaliere della Legion d'Onore nel 1808.
Nel 1823 sposò Mélanie-Laure Thiébault, figlia del generale e barone Thiébault, con la quale ebbe due figli. Durante la monarchia di luglio fu prefetto della Dordogna (1830) e successivamente prefetto della Loira (1831).
È conosciuto in particolare per la sua Storia di Napoleone, pubblicato per la prima volta nel 1827, opera che contribuì col suo successo alla diffusione dell'immagine leggendaria di Napoleone.

## Opere
- Sur la guerre actuelle et ses resultats, 1815
- Tableau de la Révolution française, depuis son origine jusqu'en 1814, 1819
- L'Immortalité de l'âme, ou les Quatre âges religieux, 1822
- Portefeuille de 1813, ou Tableau politique et militaire renfermant, avec le récit des événements de cette époque, un choix de la correspondance inédite de l'empereur Napoléon et de celle de plusieurs personnages distingués, soit français, soit étrangers, pendant la première campagne de Saxe, l'armistice de Plesswitz, le congrès de Prague et la seconde campagne de Saxe, 1825
- Histoire de Napoléon, (4 v.), 1827
- Essai sur la Révolution française: dépuis 1789 jusqu'a l'avénement au trône de Louis-Philippe d'Orléans, le 7 aout 1830, (2 V.) 1832
- Napoléon et Pie IX, poème dithyrambique, 1847

- Wikimedia Commons contiene immagini o altri file su Jacques Marquet de Montbreton de Norvins